# Alberto Sed
Alberto Sed (Roma, 7 dicembre 1928 – Roma, 2 novembre 2019) è stato un superstite dell'Olocausto italiano, membro della comunità ebraica di Roma, autore di memorie sulla sua deportazione nel campo di concentramento di Auschwitz e attivo testimone della Shoah italiana.

## Biografia
Alberto Sed nasce nel 1928 a Roma, da una famiglia ebraica, figlio di Pacifico Sed (n. 25 dicembre 1900), venditore ambulante, e di Enrica Calò. Ha tre sorelle: Angelica (n.1927), Fatina (n.1931) e Emma (n.1935).
Quando Alberto aveva 7 anni suo padre, unica fonte di reddito della famiglia, morì e la madre, non avendo altre alternative, mandò i due figli più grandi all'orfanotrofio ebraico Pitigliani. Insieme ad Alberto andò Angelica, detta "Mani d'oro" per la sua bravura nel ricamo. Fatina era troppo piccola per entrare in collegio e studiò alla scuola cattolica fino alla seconda elementare quando le leggi razziali la costrinsero a lasciare. 
Molti dei compagni di Alberto al Pitigliani riuscirono a sfuggire alle deportazioni grazie alla portiera e alla direttrice del collegio, Margherita Di Cave, che prima li nascosero in cantina, bruciando tutti i documenti che riguardavano gli studenti, e poi li sistemarono presso alcuni conventi. 
Con l'introduzione delle leggi razziali fasciste nel 1938, a 10 anni Alberto, espulso dalla collegio, fa esperienza delle misure discriminatorie che colpiscono tutti gli ebrei italiani:
Le discriminazioni aumentano le difficoltà economiche della famiglia Alberto si adatta ai lavori più umili per aiutare la madre a mantenere la famiglia: spalare l'argine del Tevere, consegnare pacchi, scaricare verdura, tutti lavori retribuiti con cibo piuttosto che soldi. Il peggio arriva con l'8 settembre 1943 quando Roma viene occupata dalla truppe tedesche. La famiglia, che abitava in via S. Angelo in Pescheria a pochi passi dal Portico d'Ottavia, riesce a sfuggire al rastrellamento del ghetto di Roma del 16 ottobre 1943, allontanandosi dalla zona e nascondendosi in un magazzino vicino a Porta Pia di proprietà di un parente. Qui però vengono scoperti (o molto più verosimilmente denunciati) il 21 marzo 1944 e prelevati dalla polizia fascista, assieme ad altri familiari.
La famiglia è condotta al convento di San Gregorio poiché al carcere di Regina Coeli non c'era più posto; dopo qualche giorno furono trasferiti nel Campo di transito di Fossoli, dove Alberto verrà messo in cucina a cuocere le uova. Il 16 maggio 1944 parte il trasporto che li condurrà ad Auschwitz. È lo stesso trasporto in cui viaggiano i coetanei Nedo Fiano e Piero Terracina, anch'essi sopravvissuti alla prigionia.
All'arrivo a Auschwitz, il 23 maggio 1944, la madre e la sorella minore Emma sono subito uccise nelle camere a gas. Alberto, che ha 15 anni è immatricolato con il n. A-5491 ed inviato al blocco 29. Anche le sorelle Angelica e Fatina superano la selezione ed entrano nel campo.
Nel lager Alberto deve adattarsi a lavori faticosi e a mansioni terribili, come sistemare i bambini che arrivavano al campo sui carretti che li avrebbero portati al crematorio. A volte le SS ordinavano ai prigionieri di lanciare i bambini in aria per fare il tiro a segno.
In seguito, il compito di Alberto fu quello di portare legna e carbone vicino ai forni crematori, fu così che vide quello che succedeva realmente attraverso una finestrella: i deportati venivano fatti spogliare, gli veniva detto di ricordarsi il numero dell'attaccapanni a cui venivano agganciati i vestiti, e introdotti nella "stanza delle docce", ma appena la porta si chiudeva alle loro spalle veniva rovesciato all'interno della doccia lo Zyklon B. 
A Birkenau Alberto ritrova il cugino Angelo Calò e alcuni compagni del collegio che erano stati ripresi in casa dai genitori alla fine delle medie: Lamberto e Sergio Zarfati e Marco Funaro. 
Alla fine del 1944 le armate russe si fanno sempre più vicine e viene deciso di smantellare il campo di Auschwitz: Alberto viene portato a Fürstengrube dove viene messo a lavorare in una miniera di carbone. Li venne informato da un altro prigioniero che il comandante del campo era un patito di boxe e organizzava incontri fra i prigionieri: chi accettava di combattere avrebbe avuto una doppia razione di cibo e un lavoro più leggero. Fu così che Alberto riuscì a rimettersi in forze, ma circa un mese dopo arrivò l'ordine di evacuare il campo e iniziò "la marcia della morte", era il gennaio del 1945.  Dopo tre giorni e tre notti di marcia raggiunsero la stazione di Wodzislaw avendo percorso circa cinquanta chilometri a piedi, venne quindi trasferito a Nordhausen in una sottosezione del campo di concentramento di Dora-Mittelbau, dove si producono i missili V1 e V2.  È uno dei campi di lavoro più duri del sistema bellico tedesco, del quale Alberto sarà uno dei pochissimi sopravvissuti. Infatti, passato qualche giorno, gli Alleati iniziarono un bombardamento sul campo per circa una ventina di minuti e i tedeschi, rifugiatesi nei bunker, lasciarono fuori gli ebrei con l'intenzione di farli morire. Alberto venne salvato insieme ad altri 5 prigionieri da un ufficiale italiano della Marina conosciuto da poco che li nascose sotto l'elica di un aereo. 
Dopo circa 15 mesi di prigionia, Alberto Sed fu liberato 11 aprile 1945 dagli americani. Appena le circostanze e le forze glielo consentono intraprende il viaggio di ritorno grazie al sostegno di Giovanni Serini, un militare che i tedeschi avevano catturato in Grecia:
A Roma, Alberto ritrova dagli zii la sorella Fatina, come lui sopravvissuta ad Auschwitz, sottoposta nel lager agli esperimenti del dottor Josef Mengele. Apprende della morte della sorella Angelica avvenuta nel dicembre 1944 quando venne fatta sbranare dai cani per divertimento.  Fatina si è sposata con Pacifico di Porto e ha avuto tre figlie: Emma, Stella ed Enrica. Le atroci sofferenze patite nel campo di sterminio non la lasciarono mai e si spense il 26 marzo 1996.
Ripresa la sua vita a Roma, Alberto conobbe Giuditta Di Veroli, che lui chiamerà sempre Renata. I due si sono sposati il 12 aprile del 1953. Non riuscendo facilmente a parlare dei suoi sentimenti egli sceglierà, molti anni dopo il loro matrimonio, di regalarle il disco La prima cosa bella. Avranno insieme 3 figlie: Enrica, Ester e Paola; per lui rappresenteranno una vittoria sui disegni della malvagità. 
Per 50 anni Alberto Sed lavora come commerciante e non parla a nessuno, nemmeno ai familiari, dei particolari della sua esperienza ad Auschwitz. Poi si lascia convincere ad assumere il ruolo di testimone, soprattutto nelle carceri e con i ragazzi delle scuole, come afferma la motivazione dell'onorificenza a lui conferita nel 2015 dal Presidente della Repubblica Italiana, Sergio Mattarella.
Tifoso della A.S. Roma, per anni tesserato, smetterà di frequentare lo stadio quando questo si riempirà di svastiche e striscioni contro gli ebrei. Questo riaccenderà il ricordo di quando da ragazzino gli venne impedito di continuare a giocare a pallone per via delle leggi raziali.
Alberto Sed è uno dei pochissimi minori italiani sopravvissuti ad Auschwitz e uno dei pochissimi reduci del campo di Nordhausen. La sua testimonianza è quindi di particolare rilevanza per ricostruire l'esperienza dei bambini italiani deportati ad Auschwitz e dei programmi missilistici tedeschi e come tale è riconosciuta e analizzata dagli specialisti della materia, sia in Italia sia a livello internazionale. La sua testimonianza offre particolari inediti ed importanti che servono anche a ricostruire storie parallele di altri deportati ad Auschwitz.
Il 27 gennaio 2005 in occasione del Giorno della Memoria  è intervistato da Bruno Vespa nella trasmissione televisiva Porta a Porta su Rai 1, assieme ad altri ex deportati (Edith Bruck, Mario Limentani, Alberto Mieli) e ai politici Walter Veltroni, Altero Matteoli e Giulio Andreotti.
Nel 2009 la voce di Alberto Sed (e quella della sorella Fatina) sono incluse nel progetto di raccolta dei "racconti di chi è sopravvissuto", una ricerca condotta tra il 1995 e il 2008 da Marcello Pezzetti per conto del Centro di documentazione ebraica contemporanea che ha portato alla raccolta delle testimonianze di quasi tutti i sopravvissuti italiani dai campi di concentramento allora ancora viventi.
Lo stesso anno esce il libro (Sono stato un numero. Alberto Sed racconta, Firenze, La Giuntina) scritto da Roberto Riccardi, direttore responsabile della rivista Il Carabiniere, al quale Alberto Sed affida i propri ricordi.
In un'intervista alla Radio Vaticana in occasione del Giorno della Memoria (21 gennaio 2013), Alberto Sed afferma:
Nel 2015 la sua vicenda è inclusa nella mostra aperta al Complesso Monumentale del Vittoriano di Roma dal 28 gennaio al 15 marzo 2015 e dedicata alla "Liberazione dei campi nazisti".
Muore a Roma il 2 novembre 2019 all'età di quasi 91 anni.
Non è mai tornato ad Auschwitz.

## Opere
- Roberto Riccardi, Sono stato un numero. Alberto Sed racconta, Firenze, La Giuntina, 2009.

## Filmografia
- Mauro Vittorio Quattrina "Ero un numero". L'esperienza di Alberto Sed. Documentario della serie "Il Sasso e il Grano".